# Nuevo Parangaricutiro
Nuevo Parangaricutiro é um município pertencente ao estado de Michoacán (México). Se situa na Meseta Tarasca, também chamada Meseta Purépecha.

## Ubicación
Coordenadas 19º25' N y 102º08' O

## História
Se originou a partir do êxodo dos moradores de San Juan produzido em maio de 1944 pela atividade do vulcão Paricutín. Se escogió como nuevo emplazamiento la llamada Hacienda de los Conejos, a 30km de la ubicación original.
Sobre a base deste novo povoado, chamado por isto mesmo de Nuevo San Juan Pangaricutiro, se constituiu em 1950 o atual município.